# Alec Witmeur
Alec Witmeur (30 juli 1989) is een Belgisch voormalig tennisser en padeller.

## Levensloop
In 2016 maakte hij deel uit van de Belgische selectie die deelnam aan het wereldkampioenschap padel in het Portugese Cascais. Op het WK van 2022 te Dubai bereikte hij met het Belgisch team de kwartfinale.
In mei 2021 werd Witmeur preventief geschorst door het International Tennis Integrity Agency (ITIA) wegens verdenking van matchfixing. Voor de rechtbank van Oudenaarde bekende hij schuld. Op 10 november 2023 veroordeelde het ITIA hem tot een schorsing van twee jaar en zeven maanden en een boete krijgt 30.000 dollar, waarvan 9.000 dollar effectief.